# 馬伯庸
馬 伯庸（ば はくよう、マー・ボーヨン、1980年11月14日 - ）は、中華人民共和国の小説家。本名は馬力。満族。代表作に小説『長安十二時辰』。

## 略歴
1980年11月14日、内モンゴル自治区赤峰市に生まれた。
2005年5月、処女小説『寂静之城』を発表。

## 作品
- (中国語) 『両京十五日』. 湖南省長沙市: 湖南文芸出版社. (2020). ISBN 9787540496715
- (中国語) 『馬伯庸笑翻中国簡史』. 湖南省長沙市: 湖南文芸出版社. (2020). ISBN 9787540490706
- (中国語) 『風起隴西』. 湖南省長沙市: 湖南文芸出版社. (2017). ISBN 9787540482855
- (中国語) 『顕微鏡下的大明』. 湖南省長沙市: 湖南文芸出版社. (2019). ISBN 9787540488475
- (中国語) 『長安十二時辰』. 湖南省長沙市: 湖南文芸出版社. (2016)
- (中国語) 『三国機密』. 湖南省長沙市: 湖南文芸出版社. (2017)
- (中国語) 『七侯筆録』. 湖南省長沙市: 湖南文芸出版社. (2019). ISBN 9787540490805
- (中国語) 『古董局中局』. 湖南省長沙市: 湖南文芸出版社. (2018)
- (中国語) 『三国配角演義』. 湖南省長沙市: 湖南文芸出版社. (2019). ISBN 9787540490874
- (中国語) 『我読書少、你可別騙我』. 江蘇省南京市: 江蘇鳳凰文芸出版社. (2019). ISBN 9787559440600
- (中国語) 『龍与地下鉄』. 湖南省長沙市: 湖南文芸出版社. (2016). ISBN 9787540473464
- (中国語) 『四海鯨騎』. 北京市: 北京連合出版有限公司. (2017)
- (中国語) 『海鏡神風』. 北京市: 北京連合出版有限公司. (2020). ISBN 9787559641083
- (中国語) 『草原動物園』. 北京市: 中信出版社. (2017). ISBN 9787508665085
- (中国語) 『触電的帝国 電報与中国近代史』. 浙江省杭州市: 浙江大学出版社. (2012). ISBN 9787308097574

## 日本語訳
- 「沈黙都市」中原尚哉訳 - 『折りたたみ北京　現代中国ＳＦアンソロジー』（新☆ハヤカワ・SF・シリーズ：早川書房）所収、2018年2月、ハヤカワ文庫、2019年10月
- 「始皇帝の休日」中原尚哉訳 - 『月の光　現代中国ＳＦアンソロジー』（同上：早川書房）所収、2020年3月
- 「南方に嘉蘇あり」大恵和実訳 - 『中国史ＳＦ短篇集　移動迷宮』（中央公論新社）所収、2021年6月
- 『両京十五日 1 - 凶兆』 齊藤正高、泊功 訳（ハヤカワ・ポケット・ミステリ：早川書房）2024年2月、
- 『両京十五日 2 - 天命』 齊藤正高、泊功 訳（同上：早川書房）2024年3月
- 『西遊記事変』 齊藤正高 訳（同上：早川書房）2025年1月

## 受賞
2010年9月、『風雨 洛神賦』、2010年度茅台杯人民文学賞散文賞。

## 映像化作品
ドラマ
- 『三国志 Secret of Three Kingdoms』（2018年）……原作『三国機密』
- 『長安二十四時』（2019年）……原作『長安十二時辰』
- 『風起洛陽〜神都に翔ける蒼き炎〜』（2021年）……原作『洛陽』
- 『風起隴西－SPY of Three Kingdoms－（中国語版）』（2022年）……原作『風起隴西』